# La stessa
La stessa è un singolo della cantante italiana Alessandra Amoroso, pubblicato il 12 agosto 2018 come primo estratto dal sesto album in studio 10.

## Descrizione
Scritto da Paolo Antonacci (figlio di Biagio) e Dardust, il singolo viene pubblicato a sorpresa nel giorno del 32º compleanno della cantante.

## Video musicale
Il videoclip del brano, girato a Burano sotto la regia di Gaetano Morbioli, è stato pubblicato l'11 agosto 2018.

## Tracce
Testi e musiche di Paolo Antonacci e Dario Faini.
1. La stessa – 3:45

## Classifiche
| Classifica (2018) | Posizione massima |
| ----------------- | ----------------- |
| Italia            | 13                |